# 265 Anna
Anna (asteroide 265) é um asteroide da cintura principal com um diâmetro de 23,66 quilómetros, a 1,772275 UA. Possui uma excentricidade de 0,2677433 e um período orbital de 1 375,29 dias (3,77 anos).
Anna tem uma velocidade orbital média de 19,14515436 km/s e uma inclinação de 25,62563º.
Esse asteroide foi descoberto em 25 de Fevereiro de 1887 por Johann Palisa.